# Too Hot to Handle (terza edizione)
La terza edizione di Too Hot to Handle è andata in onda il 19 gennaio 2022 e distribuita da Netflix ed è stata condotta da Desiree Burch con la partecipazione dell'assistente virtuale Lana.

## Concorrenti
| Nazionalità            | Concorrente            | Età | Luogo di nascita           | Entrata    | Uscita      | Stato                |
| ---------------------- | ---------------------- | --- | -------------------------- | ---------- | ----------- | -------------------- |
| Regno Unito (bandiera) | Beaux Raymond          | 24  | Londra, Inghilterra        | Episodio 1 | Episodio 10 | Vincitori            |
| Regno Unito (bandiera) | Harry Johnson          | 29  | Middlesbrough, Inghilterra | Episodio 1 | Episodio 10 | Vincitori            |
| Sudafrica (bandiera)   | Nathan Soan Mngomezulu | 24  | Città del Capo, Sudafrica  | Episodio 1 | Episodio 10 | Secondo Classificato |
| Queensland (bandiera)  | Georgia Hassarati      | 26  | Queensland                 | Episodio 1 | Episodio 10 | Terzo Classificato   |
| Stati Uniti (bandiera) | Stevan Ditter          | 26  | Los Angeles, California    | Episodio 1 | Episodio 10 | Finalista            |
| Stati Uniti (bandiera) | Holly Scarfone         | 23  | Colorado                   | Episodio 1 | Episodio 10 | Finalista            |
| Regno Unito (bandiera) | Izzy Fairthorne        | 22  | Cheltenham, Inghilterra    | Episodio 1 | Episodio 10 | Finalista            |
| Canada (bandiera)      | Obi Nnadi              | 22  | Ontario, Canada            | Episodio 3 | Episodio 10 | Finalista            |
| Regno Unito (bandiera) | Olga Bednarska         | 24  | Surrey, Inghilterra        | Episodio 3 | Episodio 10 | Finalista            |
| Stati Uniti (bandiera) | Brianna Giscombe       | 28  | Los Angeles, California    | Episodio 6 | Episodio 10 | Finalista            |
| Sudafrica (bandiera)   | Gerrie Labuschagne     | 26  | Città del Capo, Sudafrica  | Episodio 6 | Episodio 10 | Finalista            |
| Regno Unito (bandiera) | Jackson Mawhinney      | 29  | Londra, Inghilterra        | Episodio 6 | Episodio 10 | Finalista            |
| Stati Uniti (bandiera) | Patrick Mullen         | 29  | Hawaii                     | Episodio 1 | Episodio 8  | Ritirato             |
| Stati Uniti (bandiera) | Robert "Truth" DuVaun  | 23  | Texas                      | Episodio 1 | Episodio 5  | Eliminato/a          |
| Stati Uniti (bandiera) | Jazlyn "Jaz" Holloway  | 25  | Virginia                   | Episodio 1 | Episodio 5  | Eliminato/a          |

## Puntate
| Puntata | Titolo                                  | Premio in denaro | Data di rilascio |
| ------- | --------------------------------------- | ---------------- | ---------------- |
| 1       | "Nessuna isola dei piaceri"             | $200,000         | 19 gennaio 2022  |
| 2       | "Il treno di mezzanotte per la Georgia" | $197,000         | 19 gennaio 2022  |
| 3       | "La verità fa male"                     | $155,00          | 19 gennaio 2022  |
| 4       | "Mangiami i pantaloncini"               | $143,00          | 19 gennaio 2022  |
| 5       | "L'estate del '69"                      | $74,000          | 19 gennaio 2022  |
| 6       | "Tripla minaccia"                       | $68,000          | 19 gennaio 2022  |
| 7       | "Yoni vivi una volta"                   | $46,000          | 19 gennaio 2022  |
| 8       | "Toccare il fondo"                      | $0               | 19 gennaio 2022  |
| 9       | "Paradiso Purgatorio"                   | $0               | 19 gennaio 2022  |
| 10      | "Fuori col botto"                       | $90,00           | 19 gennaio 2022  |

## Riepilogo
| Coppie                                  | Hanno vinto ? | Stanno insieme ? | Informazioni sulle relazioni |
| --------------------------------------- | ------------- | ---------------- | --- |
| Holly Scarfone e Nathan Soan Mngomezulu | No            | No               | I due hanno subito instaurato una relazione non appena sono entrati nella villa e, nonostante le difficoltà che hanno dovuto affrontare, sono rimasti forti e hanno concluso la stagione insieme. Durante la Reunion, hanno rivelato di essersi lasciati ma di essere aperti a una nuova relazione in futuro. |
| Beaux Raymond e Harry Johnson           | Si            | No               | Raymond e Johnson hanno iniziato una relazione a metà stagione e l'hanno conclusa vincendo. Alla Reunion, hanno rivelato di essersi lasciati. |
| Briana Giscombe e Obi Nnadi             | No            | No               | Giscombe e Nnadi hanno iniziato la loro relazione subito dopo il suo arrivo nella villa. Si sono lasciati dopo la fine della stagione. |
| Izzy Fairthorne e Jackson Mawhinney     | No            | No               | Fairthorne e Mawhinney hanno iniziato una relazione subito dopo il suo ingresso nella villa. Hanno rivelato di essere entrambi single dopo le riprese. |